# 도곡렉슬
도곡렉슬(Dogok Rexle)은 대한민국 서울특별시 강남구 도곡동에 위치한 대단지 아파트이다. 도곡주공 1차를 재건축해 지은 아파트이다. 2006년에 완공하였다. 34개동, 3002세대의 아파트와 상업시설이 있다. GS건설, 현대건설, 쌍용건설등 3개의 건설사가 함께 지은 아파트라 자이, 힐스테이트, 쌍용예가가 아닌 독자 브랜드를 사용하였다. 아파트 브랜드 이름을 왕의(Rex)+성(Castle)이란 뜻의 렉슬(Rexle)로 지었다고 한다.

## 특징
김동연 경제부총리가 부인의 명의로 이 아파트를 소유하고 있다. 그리고, 이 아파트 단지 내에 설치한 엘리베이터는 티센크루프엘리베이터이다.

## 교통
- ● 수도권 전철 3호선 : 도곡역
- ● 수도권 전철 수인·분당선 : 한티역